# Grant Park (Illinois)
Pour les articles homonymes, voir Grant.
Grant Park est un village du comté de Kankakee dans l'Illinois, aux États-Unis,. Situé au nord-est du comté, il est incorporé le 4 juin 1883.

## Démographie
Lors du recensement de 2010, le village comptait une population de 1 331 habitants. Elle est estimée, en 2017, à 1 260 habitants.

## Source de la traduction
- (en) Cet article est partiellement ou en totalité issu de l’article de Wikipédia en anglais intitulé « Grant Park, Illinois » (voir la liste des auteurs).